# 河南龙属
河南龙属（学名：Honania）是锯齿龙科的一属。

## 下属物种
本属包括以下物种：
- †Honania lata Li, 1965
- †Honania panda Zhang et al., 1980